# Trgovački brod
Trgovački brod je naziv za brod koji je napravljen i služi prvenstveno u komercijalne svrhe, najčešće za prevoz tereta (teretni brodovi) i putnika (putnički brodovi). Skup svih trgovačkih brodova čini trgovačku mornaricu neke zemlje. Većina zemalja u svetu poseduje flote trgovačkih brodova. U ratovima se trgovački brodovi koriste kao ispomoć ratnim mornaricama, na primer za prevoz ljudi i materijala. Trgovački brodovi mogu biti: motorni, parni, motorni tankeri ili tankeri jedrenjaci, motorne jahte, brodovi na veslanje, itd. Trgovački brodovi mogu biti podeljeni po nameni i veličini.

## Vrste
- kargo brodovi
- brodovi za prenos rasutog tereta (raznih ruda, boksita, uglja, cementa)
- kontejnerski brodovi
- tankeri
- putnički brodovi
- krstareći turistički brodovi
- trajekti
- brodovi za specijalne teške terete
- protivpožarni
- snabdevački
- prekookeanski
- polagači kablova
- brodovi za prevoz automobila
- ribarski
- istraživački
- rečni